# Great Ocean Road

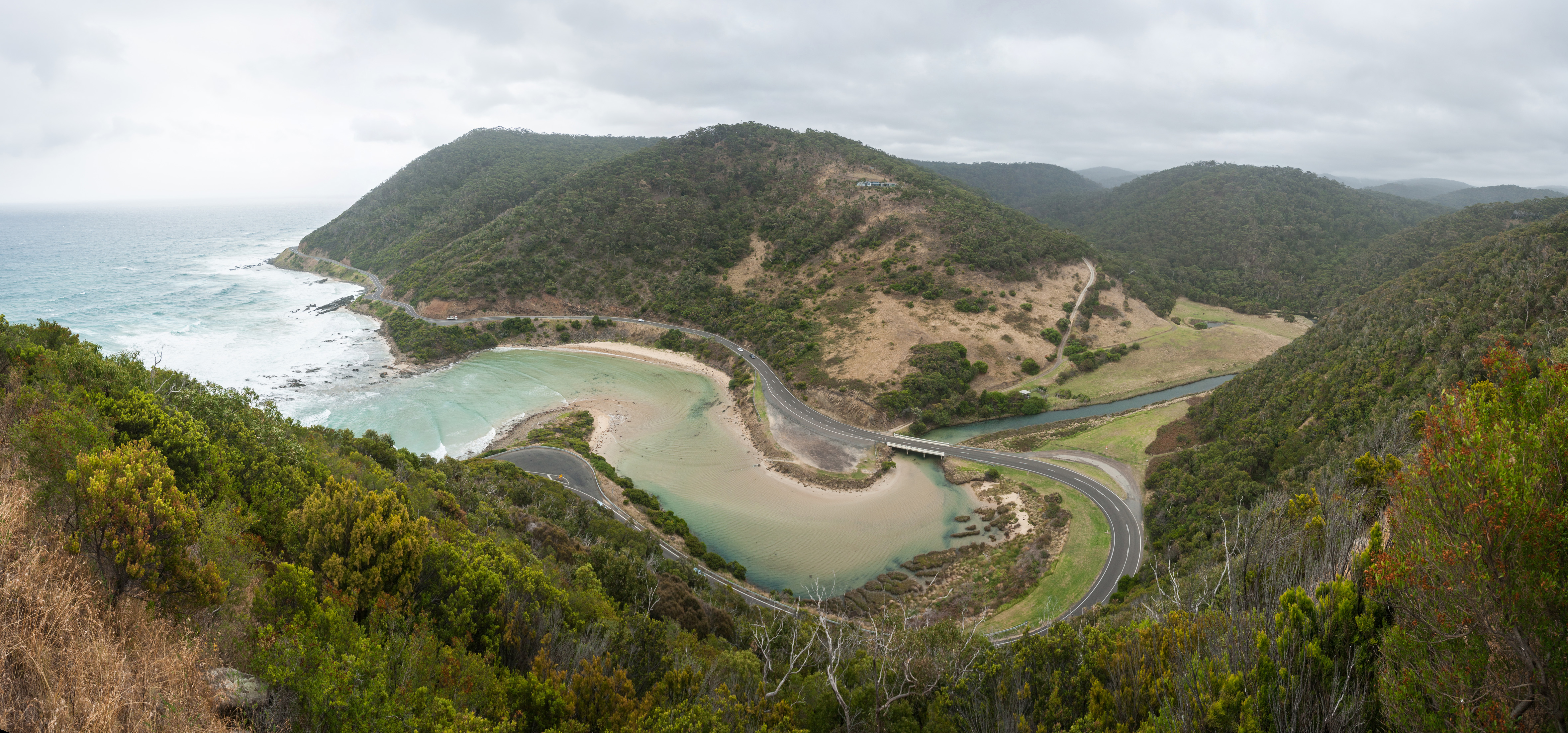
Great Ocean Road, seu traçado e paisagens

Great Ocean Road é uma rodovia da Austrália que liga as cidades de Torquay e Allansford, ambas no estado de Victoria. A estrada possui uma extensão total de 243 quilômetros, percorrendo a costa sudoeste do litoral australiano. A rodovia faz parte do "Australian National Heritage List" (em português literal: Lista do Patrimônio Nacional australiano).
Considerada uma atração turística pelo fato de ter sido construído por soldados do exército australiano entre 1919 e 1932, é  o maior memorial de guerra do mundo, além de estar inserido em ambientes de belas praias e paisagens.